# Stolnici
Stolnici è un comune della Romania di 3 623 abitanti, ubicato nel distretto di Argeș, nella regione storica della Muntenia.
Il comune era formato fino al 1968 dall'unione di 3 villaggi: Stolnici, Izbășești, Vlășcuța; nel 1968 sono entrati a far parte del comune anche i villaggi di Fîlfani, Cotmeana e Cochinești, già componenti il comune di Fîlfani, soppresso.